# جون دبليو. تيسون
جون دبليو. تيسون (بالإنجليزية: John W. Tyson)‏ هو رائد أعمال أمريكي، ولد في 1906 في أركنساس في الولايات المتحدة، وتوفي بنفس المكان في 15 يناير 1967 بسبب حادث مرور.

## وصلات خارجية
- جون دبليو. تيسون على موقع إن إن دي بي (الإنجليزية)